# Dom Pedro de Alcântara
Dom Pedro de Alcântara är en kommun i Brasilien.   Den ligger i delstaten Rio Grande do Sul, i den södra delen av landet, 1 500 km söder om huvudstaden Brasília. Antalet invånare är 2 550.
Runt Dom Pedro de Alcântara är det ganska tätbefolkat, med 70 invånare per kvadratkilometer.